# Józef Babicz (duchowny)
Józef Babicz (ur. 20 lipca 1948 w Jasieniu koło Brzeska) – polski duchowny katolicki, proboszcz parafii Marcinkowice w latach 1993–2018, społecznik, duszpasterz rolników diecezji tarnowskiej.

## Życiorys
Po maturze wstąpił do Wyższego Seminarium Duchownego w Tarnowie. Jako alumn został skierowany do wojska i służył w karnej jednostce kleryckiej w Szczecinie. Po święceniach kapłańskich, które przyjął 1 czerwca 1975 roku z rąk abpa Jerzego Ablewicza pracował jako wikariusz w następujących parafiach: Pilzno, Zbylitowska Góra i Krościenko, gdzie w stanie wojennym odprawiał Msze za Ojczyznę i organizował pielgrzymki solidarnościowe do Częstochowy. W latach 1984–1987 pracował w parafii Matki Bożej Niepokalanej w Nowym Sączu, a następnie został wikarym w Marcinkowicach. Po śmierci ks. Józefa Góry (1993) objął probostwo w parafii pw. Niepokalanego Serca Najświętszej Maryi Panny w Marcinkowicach.
Ks. Babicz w swojej posłudze duszpasterskiej podkreślał zawsze patriotyczny rys wiary. Zainicjował pierwsze na Sądecczyźnie nabożeństwo Drogi Krzyżowej w plenerze (powstała Kalwaria Marcinowicka z dodatkową XV stacją poświęconą zmarłym za ojczyznę). Zbudował Dom Parafialny im. ks. Jerzego Popiełuszki, redagował parafialny miesięcznik „Nasza wiara”, urządził małe, etnograficzne muzeum parafialne, a także odnowił kościół (gdzie znajdują się m.in. tablice upamiętniające oświęcimiaków i katyńczyków pochodzących z Marcinkowic i okolic) oraz zabytkową kaplicę w dworze Morawskich przy wykorzystaniu m.in. funduszy Województwa Małopolskiego. Jego pasją jest pszczelarstwo. Jako proboszcz pełnił funkcję wicedziekana dekanatu Nowy Sącz-Zachód (aż do przejścia na emeryturę w 2018 roku) i duszpasterza rolników diecezji tarnowskiej.
W 2007 roku otrzymał godność Kanonika Honorowego Kapituły kolegiackiej w Nowym Sączu, a w 2016 Kapelana Jego Świątobliwości. W 2017 roku został laureatem plebiscytu „Sądeczanin Roku”. Również w 2017 roku wraz z 162 księżmi przymusowo wcielonymi do Ludowego Wojska Polskiego otrzymał stopień podporucznika rezerwy, a w 2021 roku został odznaczony przez Prezydenta RP Krzyżem Kawalerskim Orderu Odrodzenia Polski.